# Джон Денкворт
Сер Джон Філіп Вільям Денкворт (англ. Sir John Phillip William Dankworth; 20 вересня 1927, Вудфорд, Ессекс — 6 лютого 2010, Лондон) — англійський джазовий композитор, саксофоніст і кларнетист. Чоловік джазової співачки Клео Лейн.
Джон Денкуорт, відомий на зорі своєї кар'єри як Джонні Денкворт (Johnny Dankworth) — один з найвпливіших і відомих представників британської джазової сцени. У різний час Денкворт співпрацював з відомими джазовими музикантами, серед яких — Нат Кінг Коул, Елла Фіцджеральд, Сара Вон та інші.
Денкворт залишив свій внесок і в кінематографі, виступивши композитором кількох відомих стрічок 1960-х років: «Фатум» (Fathom), «Дорога́» (Darling, 1965), «Слуга» (The Servant, 1963) і "В суботу ввечері, в неділю вранці "(Saturday night and sunday morning), культового британського телесеріалу «Месники» (The Avengers).
У 2006 році Денкворт удостоївся від Єлизавети II лицарського титулу за внесок у мистецтво.